# The New Pornographers
The New Pornographers är ett kanadensiskt popband från Vancouver, bildat 1997. Gruppen framstod i början som något av en "supergrupp" då flertalet medlemmar tidigare gjort sig kända genom andra kanadensiska band. De mest framträdande medlemmarna är Carl Newman och Neko Case, som båda framgångsrikt gett ut skivor i eget namn, samt Dan Bejar, ledare för gruppen Destroyer.  
Sedan debuten Mass Romantic 2000 har gruppen med ett par års mellanrum levererat nya skivor med melodidriven och refrängstark powerpop, för det mesta till kritikernas stora förtjusning. Det publika genomslaget har dock huvudsakligen stannat på den egna sidan Atlanten, där bandet hör till 2000-talets mer upplyfta alternativpopakter.  

## Bandmedlemmar
Nuvarande medlemmar

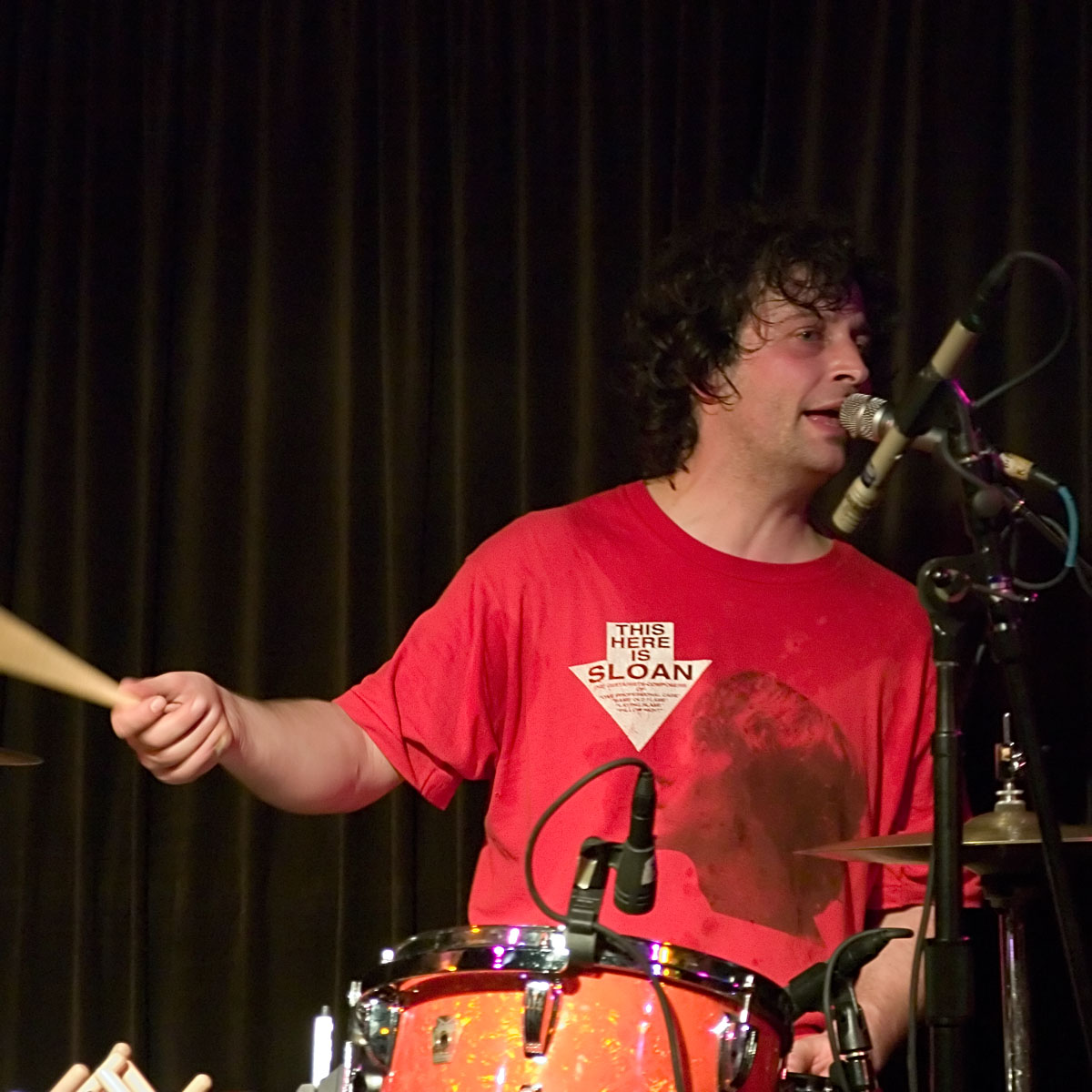
Kurt Dahle
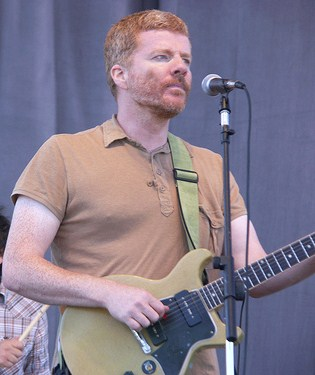
Carl Newman - sång, gitarr (soloartist (som A.C. Newman), även från Superconductor och Zumpano) (1997– )
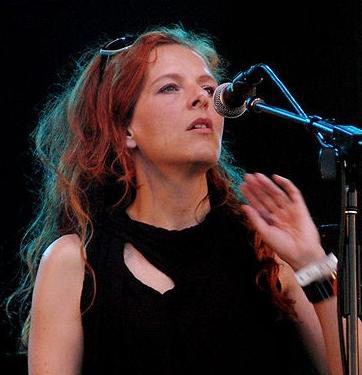
Neko Case – sång (från Maow, The Corn Sisters och Cub) (1997– )
- John Collins – basgitarr (från The Evaporators och Destroyer) (1997– )
- Blaine Thurier – keyboard, synthesizer (självständig filmskapare) (1997– )
- Todd Fancey – sologitarr (soloartist (som "Fancey") och med i Limblifter) (2003– )
- Kathryn Calder - sång, keyboard, gitarr (från Immaculate Machine och Frontperson) (2005– )
- Joe Seiders – trummor, sång (från Beat Club och The Everyday Visuals) (2014– )

Tidigare medlemmar
- Dan Bejar – sång, gitarr (från Destroyer, Swan Lake och Hello, Blue Roses) (1997–2017)
- Kurt Dahle – trummor, sång (från Limblifter och Age of Electric) (1999–2014)
- Fisher Rose – trummor (från Destroyer och A.C. Newman) (1999)
- Nora O'Connor – sång (från The Blacks och Andrew Bird's Bowl of Fire) (2003–2004)

Turnerande medlemmar
- Lindsay "Coco" Hames - sång, slagverk, akustisk gitarr (från The Ettes) (2014)
- Simi Stone – violin, sång (soloartist och från Suffrajett) (2015– )

Bildgalleri

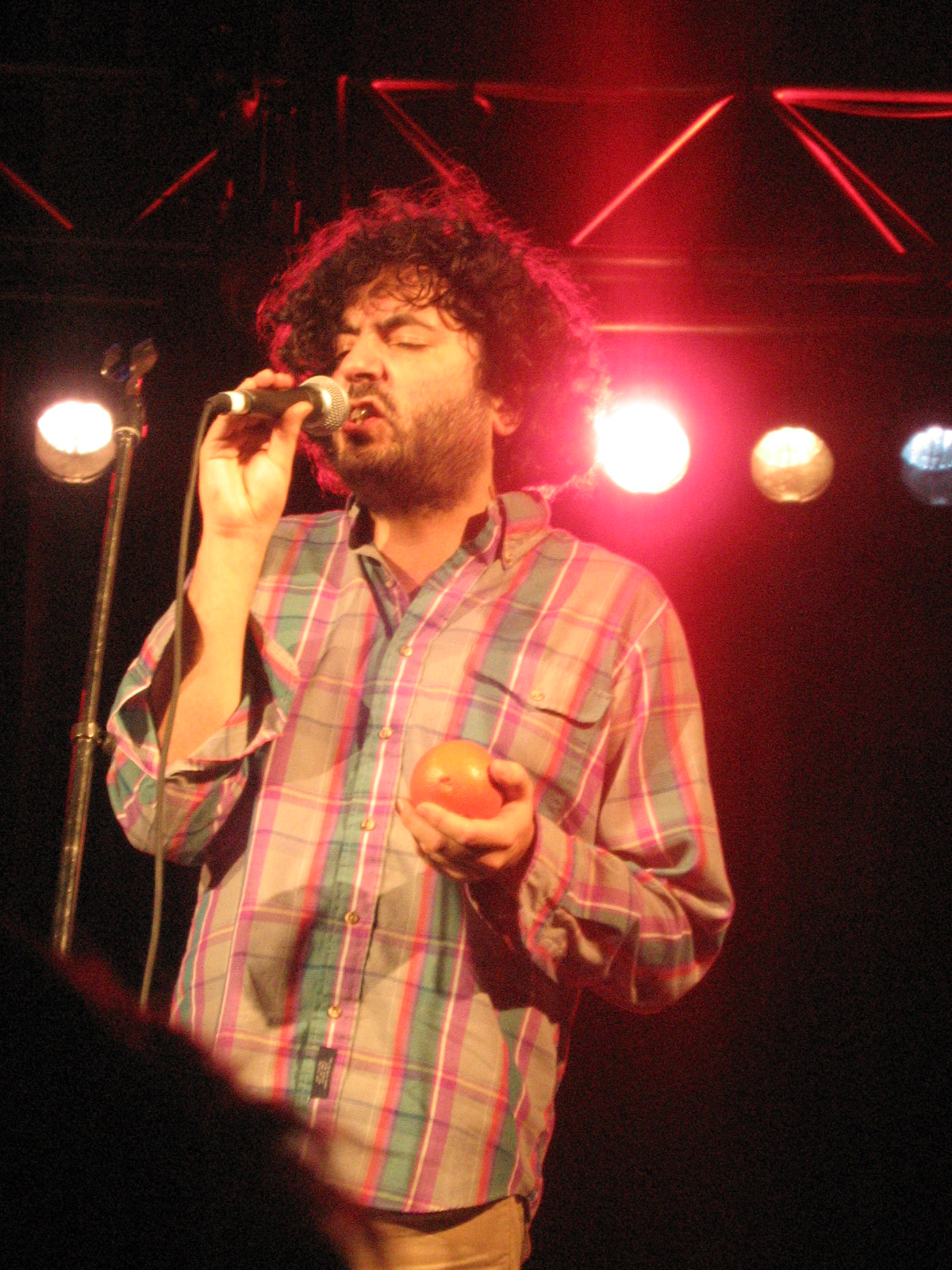
Dan Bejar
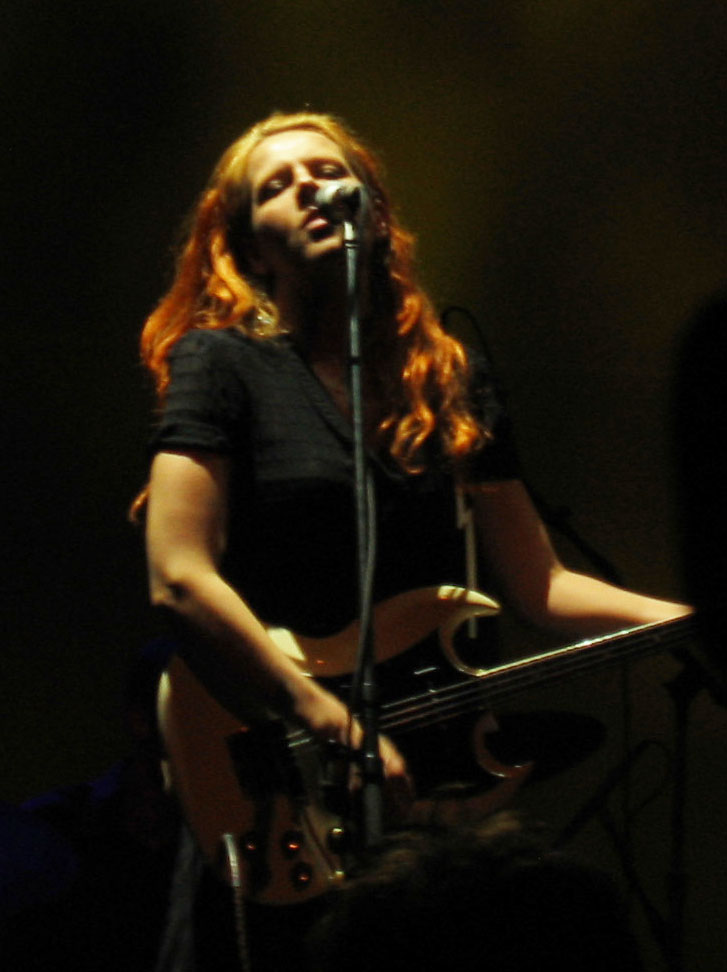
Neko Case
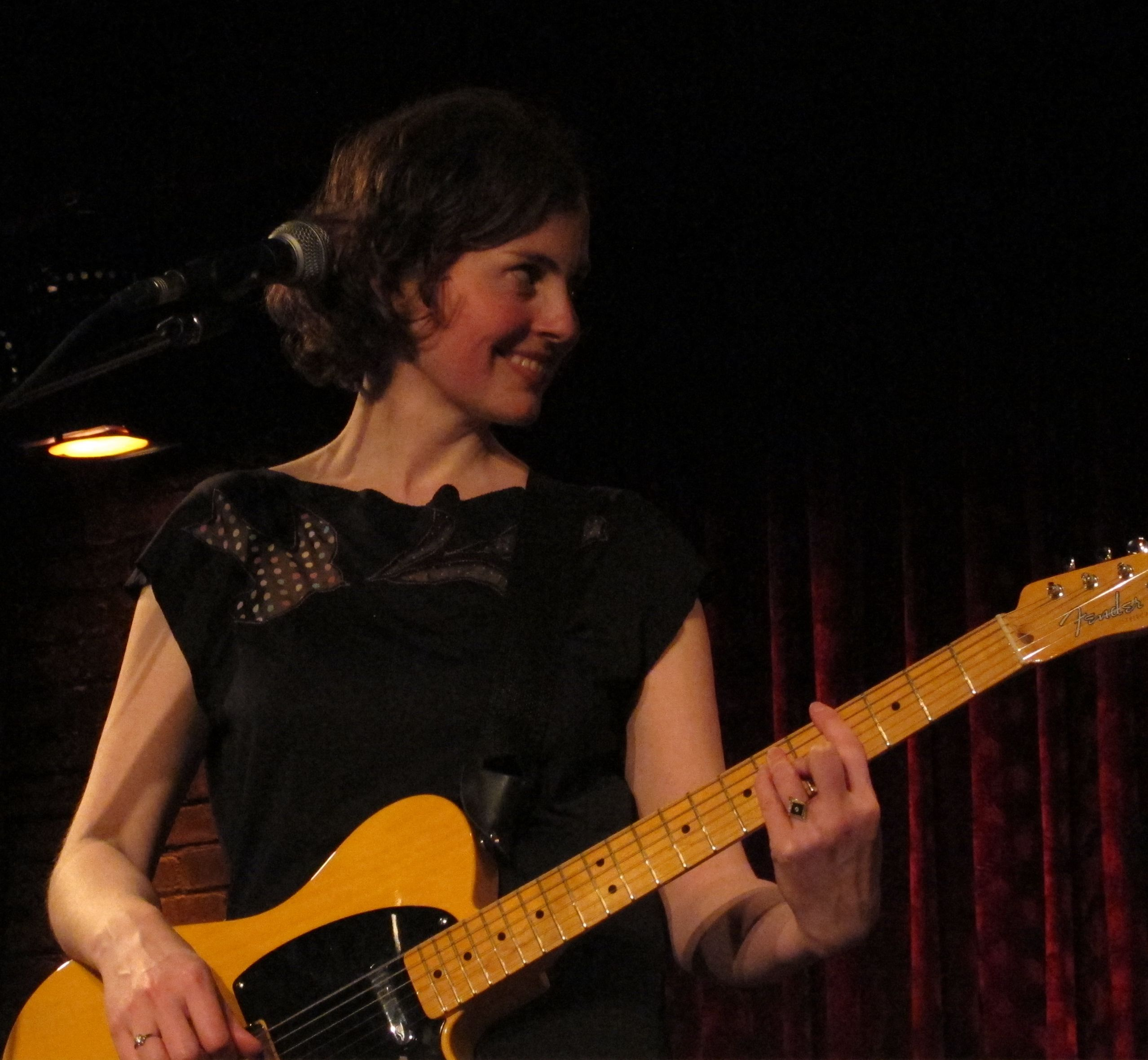
Kathryn Calder

- Kurt Dahle
- A.C. Newman
- Neko Case 2009

## Diskografi

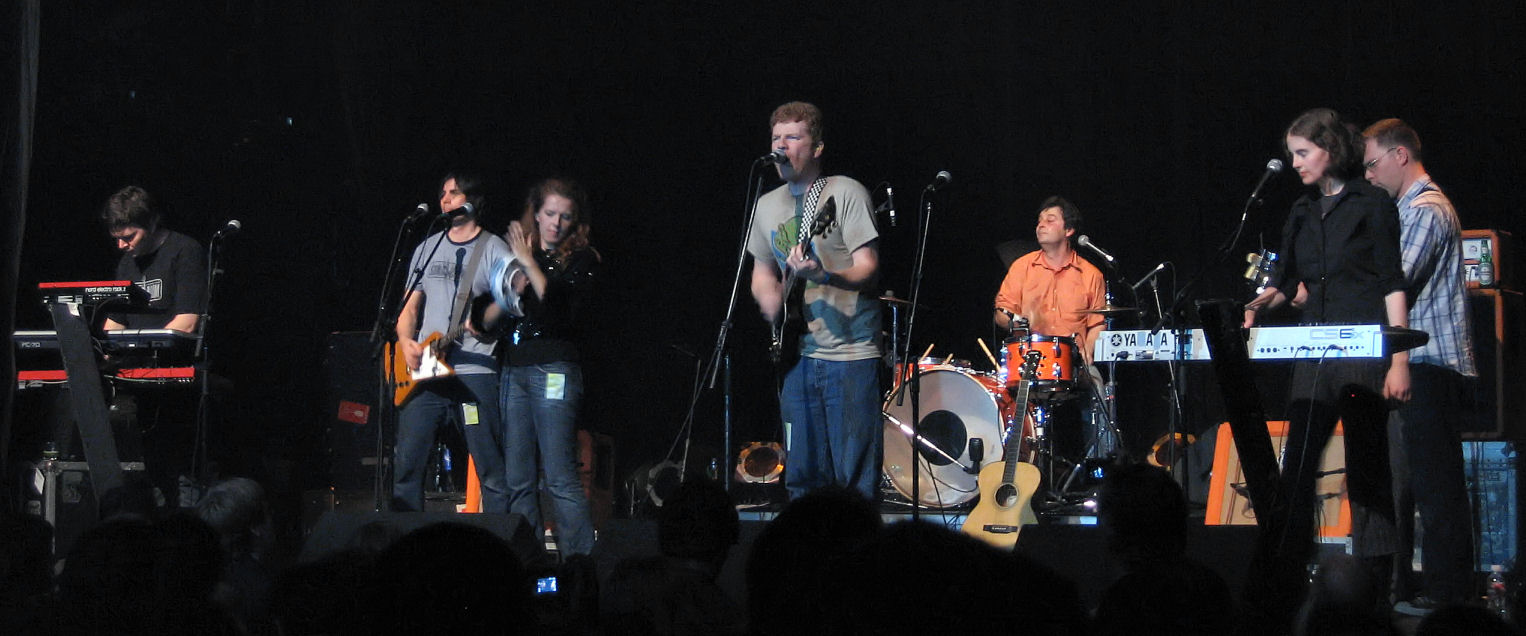
The New Pornographers live 10 oktober 2005 i Montréal.

### Studioalbum
- 2000 – Mass Romantic
- 2003 – Electric Version
- 2005 – Twin Cinema
- 2007 – Challengers
- 2010 – Together
- 2014 – Brill Bruisers
- 2017 – Whiteout Conditions
- 2019 – In The Morse Code Of Brake Lights (Concord Records)
- 2023 – Continue as a Guest

### Livealbum
- 2005 – Live Session (iTunes Exclusive)
- 2006 – LIVE!
- 2008 – iTunes Live From Soho

### Samlingsalbum
- 2006 – Best of the New Pornographers
- 2007 – B-Sides and Oddities